# 隆沃爾納特 (堪薩斯州)
隆沃爾納特（英語：Lone Walnut）是位於美國堪薩斯州林肯縣的一個鬼鎮。

## 歷史
隆沃爾納特的郵政局於1878年設立，直到1900年結束營運。

## 地理
隆沃爾納特所處的海拔為高於海平面484米（即1588英呎），而該地所採用的時區為UTC-6，即北美中部時區（CST）。同時該地設有夏令時間，為UTC-6調快一小時，即UTC-5（CDT）。